# Grande Prêmio da Bélgica de 1974
Resultados do Grande Prêmio da Bélgica de Fórmula 1 realizado em Nivelles-Baulers à 12 de maio de 1974. Quinta etapa da temporada, teve como vencedor o brasileiro Emerson Fittipaldi.

## Classificação da prova
| Pos. | Nº | Piloto               | Construtor        | Voltas | Tempo/Diferença          | Grid | Pontos |
| ---- | -- | -------------------- | ----------------- | ------ | ------------------------ | ---- | ------ |
| 1    | 5  | Emerson Fittipaldi   | McLaren-Ford      | 85     | 1:44:20.57               | 4    | 9      |
| 2    | 12 | Niki Lauda           | Ferrari           | 85     | + 0.35                   | 3    | 6      |
| 3    | 3  | Jody Scheckter       | Tyrrell-Ford      | 85     | + 45.61                  | 2    | 4      |
| 4    | 11 | Clay Regazzoni       | Ferrari           | 85     | + 52.02                  | 1    | 3      |
| 5    | 14 | Jean-Pierre Beltoise | BRM               | 85     | + 1:08.05                | 7    | 2      |
| 6    | 6  | Denny Hulme          | McLaren-Ford      | 85     | + 1:10.54                | 12   | 1      |
| 7    | 33 | Mike Hailwood        | McLaren-Ford      | 84     | + 1 volta                | 13   |        |
| 8    | 26 | Graham Hill          | Lola-Ford         | 83     | + 2 voltas               | 29   |        |
| 9    | 10 | Vittorio Brambilla   | March-Ford        | 83     | + 2 voltas               | 31   |        |
| 10   | 41 | Tim Schenken         | Trojan-Ford       | 83     | + 2 voltas               | 23   |        |
| 11   | 28 | John Watson          | Brabham-Ford      | 83     | + 2 voltas               | 19   |        |
| 12   | 27 | Guy Edwards          | Lola-Ford         | 82     | + 3 voltas               | 21   |        |
| 13   | 17 | Jean-Pierre Jarier   | Shadow-Ford       | 82     | + 3 voltas               | 17   |        |
| 14   | 21 | Gijs van Lennep      | Iso-Marlboro-Ford | 82     | + 3 voltas               | 30   |        |
| 15   | 22 | Vern Schuppan        | Ensign-Ford       | 82     | + 3 voltas               | 14   |        |
| 16   | 37 | François Migault     | BRM               | 82     | + 3 voltas               | 25   |        |
| 17   | 34 | Teddy Pilette        | Brabham-Ford      | 81     | + 4 voltas               | 27   |        |
| 18   | 16 | Brian Redman         | Shadow-Ford       | 80     | Motor                    | 18   |        |
| Ret  | 2  | Jacky Ickx           | Lotus-Ford        | 72     | Superaquecimento         | 16   |        |
| Ret  | 42 | Tom Pryce            | Token-Ford        | 66     | Colisão                  | 20   |        |
| Ret  | 7  | Carlos Reutemann     | Brabham-Ford      | 62     | Motor                    | 24   |        |
| Ret  | 1  | Ronnie Peterson      | Lotus-Ford        | 56     | Vazamento de combustível | 5    |        |
| Ret  | 4  | Patrick Depailler    | Tyrrell-Ford      | 53     | Freios                   | 28   |        |
| Ret  | 19 | Jochen Mass          | Surtees-Ford      | 53     | Suspensão                | 26   |        |
| Ret  | 43 | Gérard Larrousse     | Brabham-Ford      | 53     | Pneus                    | 11   |        |
| Ret  | 18 | José Carlos Pace     | Surtees-Ford      | 50     | Handling                 | 8    |        |
| Ret  | 8  | Rikky von Opel       | Brabham-Ford      | 49     | Motor                    | 22   |        |
| Ret  | 24 | James Hunt           | Hesketh-Ford      | 45     | Acidente                 | 9    |        |
| Ret  | 20 | Arturo Merzario      | Iso-Marlboro-Ford | 29     | Transmissão              | 6    |        |
| Ret  | 15 | Henri Pescarolo      | BRM               | 12     | Colisão                  | 15   |        |
| Ret  | 9  | Hans-Joachim Stuck   | March-Ford        | 6      | Embreagem                | 10   |        |
| DNQ  | 44 | Leo Kinnunen         | Surtees-Ford      |        |                          |      |        |

## Tabela do campeonato após a corrida
| Pos. | Piloto               | Pontos |
| ---- | -------------------- | ------ |
| 1    | Emerson Fittipaldi   | 22     |
| 2    | Niki Lauda           | 21     |
| 3    | Clay Regazzoni       | 19     |
| 4    | Denny Hulme          | 11     |
| 5    | Jean-Pierre Beltoise | 10     |

| Pos. | Construtor   | Pontos |
| ---- | ------------ | ------ |
| 1    | McLaren-Ford | 35     |
| 2    | Ferrari      | 27     |
| 3    | BRM          | 10     |
| 4    | Tyrrell-Ford | 10     |
| 5    | Brabham-Ford | 9      |

- Nota: Somente as primeiras cinco posições estão listadas. Em 1974 os pilotos computariam sete resultados nas oito primeiras corridas do ano e seis nas últimas sete. Neste ponto esclarecemos: na tabela dos construtores figurava somente o melhor colocado dentre os carros do mesmo time.